# Ferrières (Somme)
Ferrières is een gemeente in het Franse departement Somme (regio Hauts-de-France) en telt 446 inwoners (2005). De plaats maakt deel uit van het arrondissement Amiens.

Ferrières
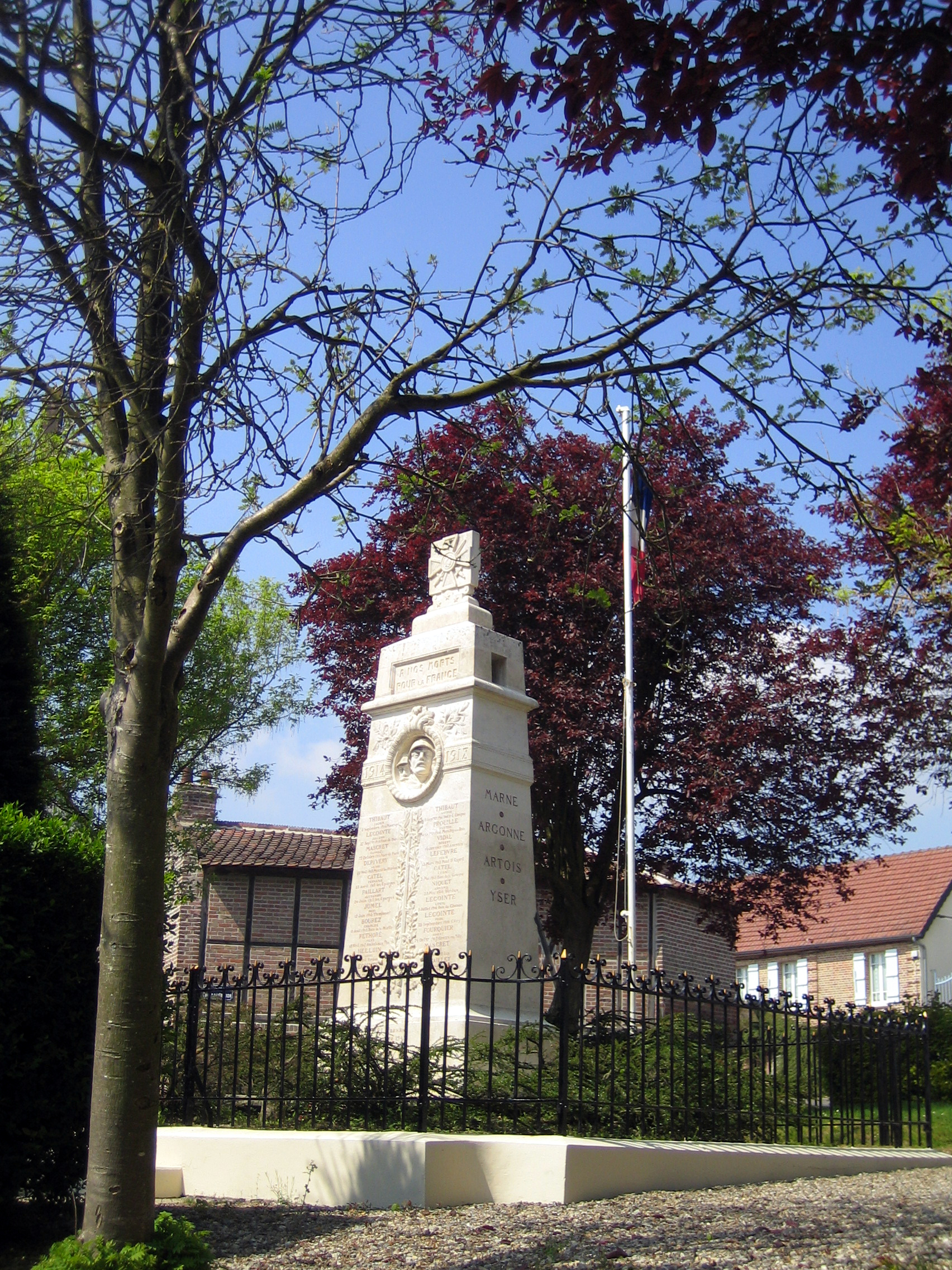
Oorlogsmonument in Ferrières
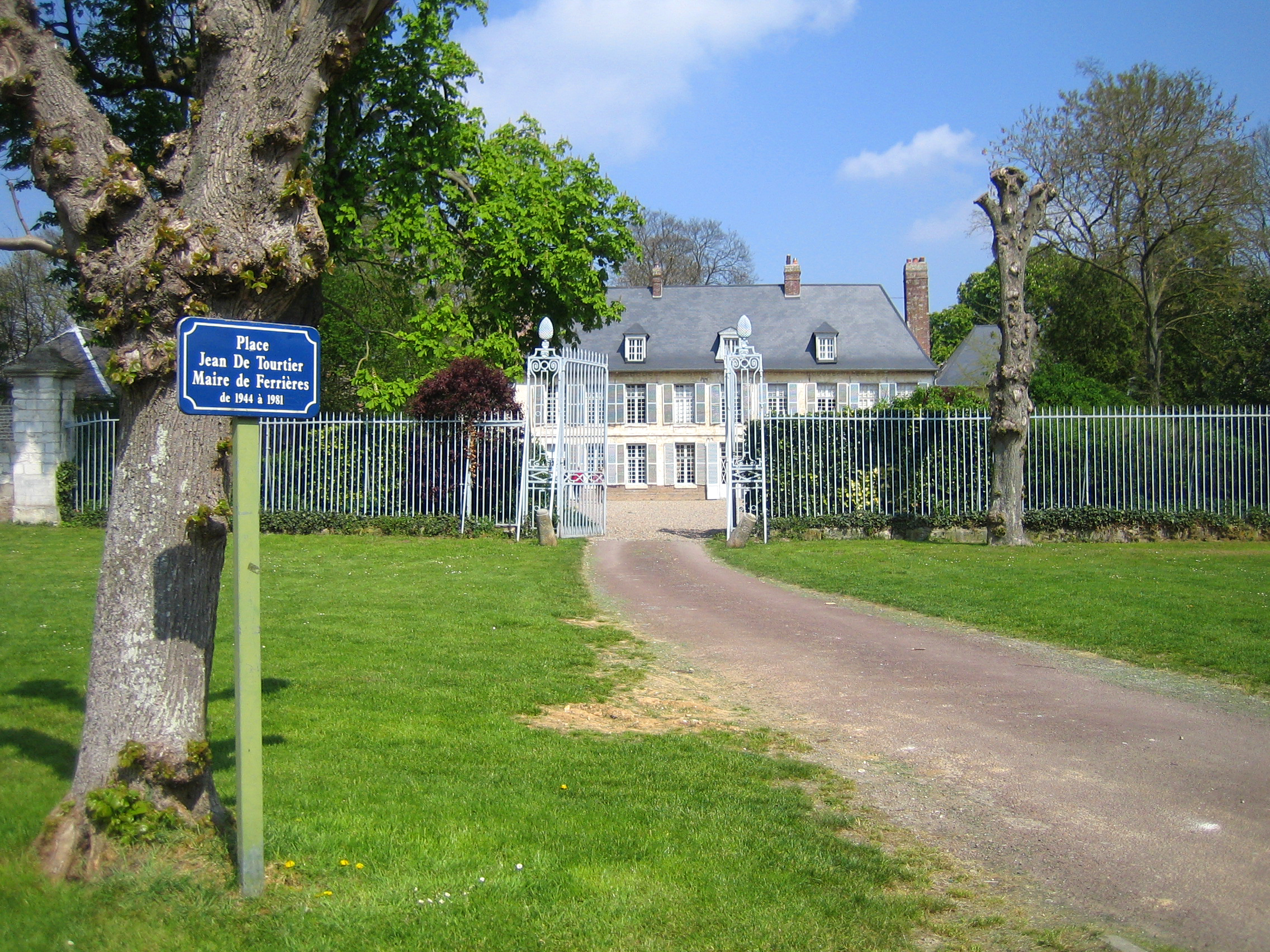
Kasteel van Ferrières

## Geografie
De oppervlakte van Ferrières bedraagt 3,5 km², de bevolkingsdichtheid is 127,4 inwoners per km².
De onderstaande kaart toont de ligging van Ferrières (Somme) met de belangrijkste infrastructuur en aangrenzende gemeenten.

## Demografie
Onderstaande figuur toont het verloop van het inwonertal (bron: INSEE-tellingen).